# Абрахам, Вольфганг
Вольфганг Абрахам (нем. Wolfgang Abraham; 23 января 1942, Обербург, Берн — 3 февраля 2013) — восточногерманский футболист, бо́льшую часть карьеры проведший в клубе «Магдебург». Трёхкратный чемпион ГДР, обладатель Кубка ГДР и Кубка обладателей кубков 1973/1974 годов.

## Спортивная карьера
В 1958 году юный Вольфганг Абрахам перешёл из юниорской команды своего родного Остербурга в молодёжные спортивные структуры спортивного клуба «Магдебург». Через четыре года, 27 мая 1962 года, состоялся дебют Абрахама в Оберлиге ГДР в матче с берлинским «Динамо». Однако в основном составе «Магдебурга» Абрахам задержался ненадолго, вскоре покинув команду. Следующим клубом Абрахама стала команда второго дивизиона «Турбина» из того же города, но уже через год он перешёл в клуб Оберлиги «Локомотив» (Штендаль). С этой командой в 1966 году Абрахам дошёл до финала Кубка ГДР, где штендальцы с минимальным счётом уступили лейпцигской «Хеми».
По окончании сезона 1965/66 годов Абрахам вернулся в «Магдебург», который к этому моменту опустился во второй эшелон чемпионата. С новым тренером Хайнцем Крюгелем команда в конце сезона 1966/67 годов снова завоевала право на выступление в Оберлиге. За год во втором дивизионе Абрахам забил за «Магдебург» 16 голов. Он же участвовал в первом голе команды по возвращении в Оберлигу — это случилось в матче против дрезденского «Динамо», где он отдал голевой пас Герману Штёкеру. В сезоне 1971/72 годов Абрахам завоевал с «Магдебургом» первый чемпионский титул в истории команды, став её лучшим бомбардиром в этом году с 13 мячами (из них семь с пенальти); вторым был Юрген Шпарвассер с семью голами в общей сложности.
В дальнейшем Абрахам, начинавший карьеру как нападающий, оттянулся назад в полузащиту, став меньше забивать, а к концу карьеры и вовсе выполнял функции переднего центрального защитника. С «Магдебургом» он ещё дважды выиграл чемпионат ГДР и один раз завоевал Кубок ГДР. В 1974 году Абрахам завоевал с командой Кубок обладателей кубков — первый европейский клубный трофей в истории восточногерманского футбола, отличившись в полуфинальном матче с лиссабонским «Спортингом», когда вынес рукой мяч с линии своих ворот. Назначенный в результате пенальти парировал вратарь немцев Ули Шульце, и встреча закончилась вничью 1:1, а ответную игру клуб из ГДР выиграл с разницей в один мяч.
Травма, полученная в третьем чемпионском сезоне, заставила Абрахама в 1975 году закончить карьеру в Оберлиге, хотя до весны 1977 года он ещё два года время от времени выступал за второй состав «Магдебурга». В дальнейшем он был директором клуба по кадрам, затем техническим директором, на короткий срок заняв в конце концов пост вице-президента «Магдебурга». Вольфганг Абрахам умер в феврале 2013 года вскоре после своего 71-го дня рождения. Его памяти клуб «Магдебург» посвятил игру региональной лиги с командой из Ауэрбаха.